# تقویم لکی
تقویم لکی یک تقویم محلی بین مردمان قوم لک است که رواج دارد و در میراث فرهنگی ایران به ثبت رسیده است.

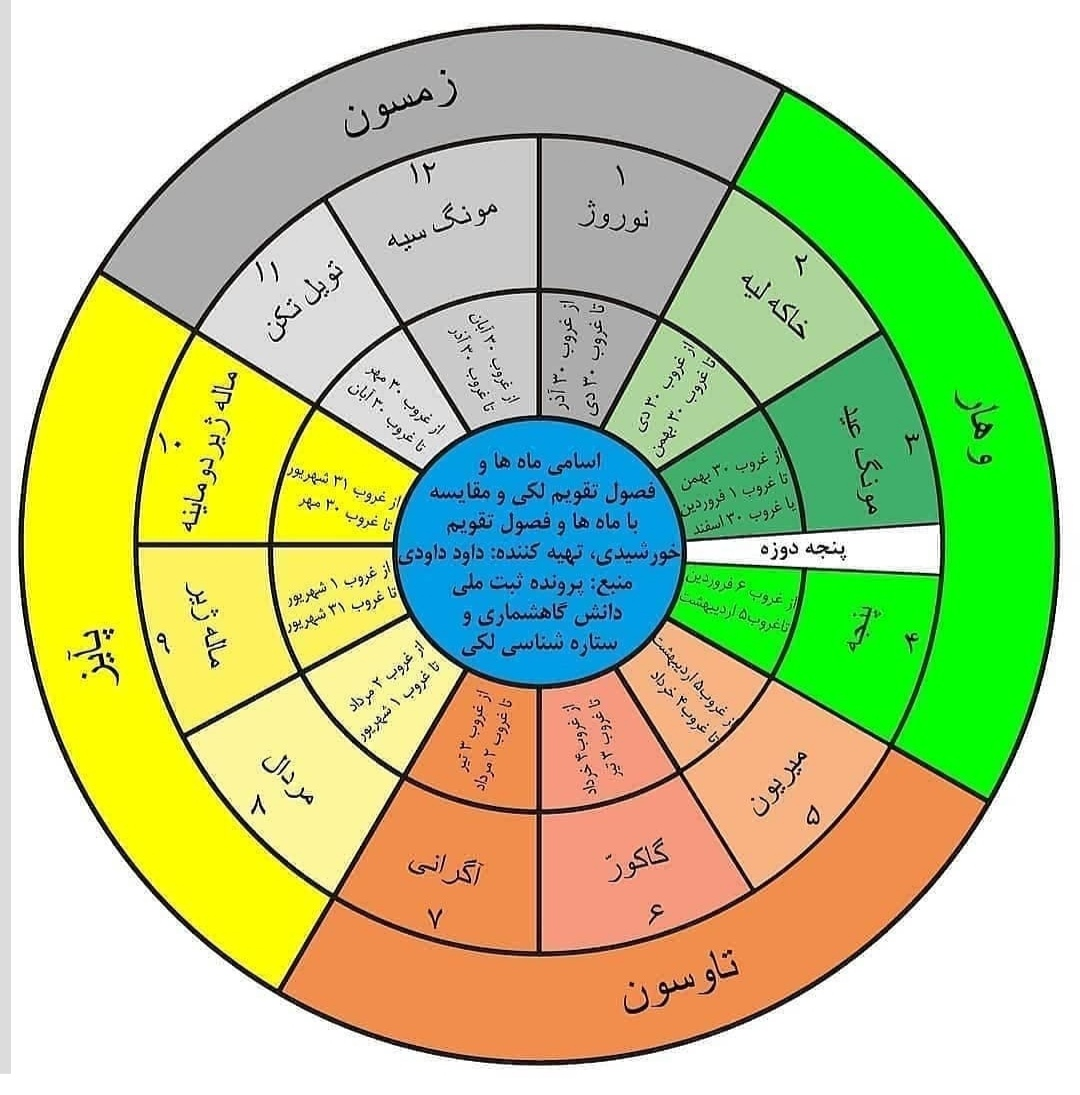
تقویم لکی،گاهشماری قوم لک

یک سال در تقویم لکی شامل ۳۶۵ روز ، ۴ فصل ، ۱۲ ماه و «پنجه» می باشد. در تقویم لکی تمامی ماه ها ۳۰ روز دارند.
پنجه: در تقویم لکی پنج روز از سال وجود دارد که جزء هیچ ماهی به حساب نمی آیند به همین خاطر آن را پنجه می نامند ؛ پنجه بین ماه های دوم و سوم بهار در تقویم لکی یعنی «مونگ ئێد » و « پنجە»  یا یکم تا پنجم فروردین در تقویم شمسی قرار دارد . روز دوم و چهارم از پنجه را « دورد» می خوانند و به اعتقاد مردم لک این دو روز نحس بوده و نباید کارهایی از این قبیل در روزهای دورد انجام شود:
۱) جشن عروسی
۲) مسافرت
۳) سر حیوانی را بریدن
۴) خارج کردن اشیای سفید رنگ از منزل
۵) زخم شدن جایی از بدن
۶) جنگ و نزاء
۷) و ...

## فصل های لکی
- وهار

- تاؤسون یا تاؤسان

- پایز

- زمسون یا زمسان

## ماه های لکی

### وهار
- خاکه‌لێە : اولین ماه از فصل بهار در تقویم لکی ماه خاکه‌لێە میباشد که دلیل نامگذاری آن لایه قرمزرنگی از خاک است که در این ماه بر روی برف می نشیند و خبر از پایان سرما و آمدن بهار می دهد. روز اول خاکەلێە ۱ بهمن در تقویم شمسی است.

- مونگ ئێد : دومین ماە از فصل بهار مونگ ئێد است. به این خاطر که در پایان این ماه عید نوروز قرار دارد آن را مونگ ئێد نامگذاری کرده اند . روز اول مونگ ئێد ۱ اسفند است .

- پنجە : سومین ماە بهار پنجه نام دارد به این خاطر که پس از پنج روز «پنجه» قرار دارد آن را به این نام می خوانند. اول ماه پنجه ۶ فروردین است.

### تاؤسون یا تاؤسان
- مێرێون یا مێرێان : اولین ماە تابستان مێرێون است . مێرێون بە معنای چوپان اجیر شدە است و چون در این ماە گله داران برای گله خود چوپان اجیر می کردند این ماه به نام مێرێون مشهور است . اول مێرێون ۵ اردیبهشت است .

- گاکؤڕ : دومین ماە تابستان گاکؤڕ است ؛ علت نامگذاری این ماه این است که در این ماە گاوها بسیار ما ما می کنند کە در زبان لکی بە صدای گاو « کووڕە » یا « قووڕە» میگویند . علت این کووڕە گاوها نیز نشستن خرمگس بر روی بدن آنهاست ؛ خرمگس در این ماە ظاهر میشود . اول گاکؤڕ ۴ خرداد است.

- آگرانێ : سومین ماە تابستان آگرانێ است . آگرانێ یعنی آتش زن و علت نامگذاری آن نیز گرمای زیاد این ماه است . اول آگرانێ ۳ تیر است .

### پایز
- مرداڵ : اولین ماە پاییز مرداڵ نام دارد ؛ چون در این ماە فعالیت کشاورزان و عشایر زیاد بودە است و زمانی برای استراحت نداشته اند پس از برگشتن بە خانە از فرط خستگی بە چنان خواب عمیقی فرو میرفته اند که گویی مرداڵ (مردار) شدە اند . بە همین سبب این ماه را مرداڵ میخواندند . اول مرداڵ ۲ مرداد است.

- ماڵەژێر : اولین ماه پاییز ماڵەژێر نام دارد . اواخر پاییز و همزمان با خنک شدن هوا عشایری که به همراه گله خود به صحرا رفته بودند و شبها را بیرون از خانه و در فضای باز سپری می کردند به خانه های خود بازگشته و شبها را در خانه یا سیاه چادر می ماندند ، به این خاطر ماه دوم و سوم پاییز را ماڵەژێر و ماڵەژێر دۆماێنە می خوانند. اول مالەژێر ۱ شهریور است.

- ماڵەژێر دۆماێنە : سومین و آخرین ماە پاییز ماڵەژێر دۆماینە است کە علت نامگذاری آن را قبلا توضیح داده ام . اول ماڵە ژێر دۆماێنە ۱ مهر است.

### زمسون یا زمسان
- تۆیلتکن : اولین ماه زمستان تۆیلتکن نام دارد ؛ تۆیلتکن به معنای برگریزان است چون در این ماه برگ درختان ریخته میشود آن را به این نام می خوانند. اول تۆیلتکن ۱ آبان است.

- مؤنگە سێە یا مانگە سێە : دومین ماە زمستان مؤنگە سێە نام دارد ؛ در این ماه چون هیچ گیاە سبزی وجود ندارد و زمین کاملا لخت و سیاە رنگ است آن را مؤنگە سێە می خوانند. اول مؤنگە سێە ۱ آذر است .

- نێرووز یا نۊڕووژ : سومین ماە زمستان و اولین ماە سال نێرووز نام دارد ؛ چون در این ماە روز ها دوبارە شروع بە طولانی تر شدن می کنند و به عقیده مردمان لک روزها نو می شوند آن را نێرووز یا نۊڕووژ می خوانند . اول نێرووز ۱ دی است.